# فهد یوسف
فهد یوسف (عربی:  فهد يوسف ؛ زادهٔ ۱۵ مهٔ ۱۹۸۷) یک ورزشکار اهل سوریه است.
وی همچنین در تیم ملی فوتبال سوریه بازی کرده است.